# Чембакчина
Чемба́кчина (рос. Чембакчина) — присілок у складі Ханти-Мансійського району Ханти-Мансійського автономного округу Тюменської області, Росія. Входить до складу Цінгалинського сільського поселення.
Населення — 51 особа (2010, 53 у 2002).
Національний склад станом на 2002 рік: росіяни — 90 %.